# Rezio
Rezio（レジオ）は、アクティビティ事業者やレジャー施設向けにオンライン予約機能を提供する、SaaS型の基幹システム。
エイチ・アイ・エス グループの株式会社アクティビティジャパンが、日本国内におけるサービス展開を行っている。
台湾において2019年にサービスがスタートしたのち、アジア各国で展開され、日本では2021年7月からサービス提供が開始された。

## 概要
ウォータースポーツや文化体験をはじめとするアクティビティの催行事業者、入場券販売を行う観光施設等に、自社ホームページを活用したオンライン予約の受付を可能にしている。また、サイトコントローラー（チャネルマネージャー）機能では、OTAサイトの予約情報と在庫情報もRezio（レジオ）のシステム内で一元管理することができる。これらの予約は、インターネットブラウザまたはモバイルアプリを介して提供される管理画面上で操作を行う。

## 関連会社
台湾・台北市に本社を置くKKday（ケイケイデイ） がシステム開発を行っている。